# Diocesi di Roraima
La diocesi di Roraima (in latino: Dioecesis Roraimensis) è una sede della Chiesa cattolica in Brasile suffraganea dell'arcidiocesi di Manaus. Nel 2022 contava 350.000 battezzati su 636.000 abitanti. È retta dal vescovo Evaristo Pascoal Spengler, O.F.M.

## Territorio
La diocesi comprende per intero lo stato brasiliano di Roraima.
Sede vescovile è la città di Boa Vista, capoluogo statale, dove si trova la cattedrale di Cristo Redentore.
Il territorio si estende su 223.644 km² ed è suddiviso in 19 parrocchie.

## Storia
Il 15 agosto 1907 fu eretta l'abbazia territoriale di Nossa Senhora do Monserrate do Rio de Janeiro, che ricevette come proprio territorio anche quello delle missioni benedettine che erano appartenute alla diocesi di Amazonas (oggi arcidiocesi di Manaus).
Il 21 aprile 1934 l'abbazia territoriale di Nossa Senhora do Monserrate fu soppressa e le missioni dell'Amazzonia che rientravano nella sua giurisdizione furono costituite in amministrazione apostolica con il nome di Rio Branco.
Il 30 agosto 1944 l'amministrazione apostolica di Rio Branco fu elevata a prelatura territoriale con la bolla Ad maius animarum bonum di papa Pio XII, che istituì la sede prelatizia nella città di Boa Vista. Originariamente suffraganea dell'arcidiocesi di Belém do Pará, il 16 febbraio 1952 entrò a far parte della provincia ecclesiastica dell'arcidiocesi di Manaus.
Il 29 aprile 1963 la prelatura territoriale assunse il nome di prelatura territoriale di Roraima in forza del decreto Apostolicis sub plumbo Litteris della Congregazione Concistoriale.
Il 16 ottobre 1979 la prelatura territoriale è stata elevata a diocesi con la bolla Cum praelaturae di papa Giovanni Paolo II.

## Cronotassi
Si omettono i periodi di sede vacante non superiori ai 2 anni o non storicamente accertati.
- Lorenz Zeller, O.S.B. † (1º luglio 1939 - 1º settembre 1945 deceduto)
  - Sede vacante (1945-1952)
- Giuseppe Nepote Fus, I.M.C. † (18 aprile 1952 - prima del 25 febbraio 1965 dimesso)
- Servilio Conti, I.M.C. † (prima del 25 febbraio 1965[2] - 3 maggio 1975 dimesso)
- Aldo Mongiano, I.M.C. † (14 maggio 1975 - 26 giugno 1996 ritirato)
- Apparecido José Dias, S.V.D. † (26 giugno 1996 - 30 maggio 2004 deceduto)
- Roque Paloschi (18 maggio 2005 - 14 ottobre 2015 nominato arcivescovo di Porto Velho)
- Mário Antônio da Silva (22 giugno 2016 - 23 febbraio 2022 nominato arcivescovo di Cuiabá)
- Evaristo Pascoal Spengler, O.F.M., dal 25 gennaio 2023

## Statistiche
La diocesi nel 2022 su una popolazione di 636.000 persone contava 350.000 battezzati, corrispondenti al 55,0% del totale.
| anno | popolazione | popolazione | popolazione | presbiteri | presbiteri | presbiteri | presbiteri                | diaconi | religiosi | religiosi | parrocchie |
| anno | battezzati  | totale      | %           | numero     | secolari   | regolari   | battezzati per presbitero | diaconi | uomini    | donne     | parrocchie |
| ---- | ----------- | ----------- | ----------- | ---------- | ---------- | ---------- | ------------------------- | ------- | --------- | --------- | ---------- |
| 1950 | 18.000      | 20.000      | 90,0        | 6          |            | 6          | 3.000                     |         | 8         | 11        | 1          |
| 1966 | 45.000      | 60.000      | 75,0        | 12         |            | 12         | 3.750                     |         | 16        | 22        | 4          |
| 1970 | 45.500      | 54.000      | 84,3        | 16         | 2          | 14         | 2.843                     |         | 20        | 27        | 4          |
| 1976 | 55.800      | 60.000      | 93,0        | 15         | 1          | 14         | 3.720                     |         | 19        | 32        | 8          |
| 1980 | 47.300      | 54.500      | 86,8        | 20         | 2          | 18         | 2.365                     |         | 23        | 39        | 9          |
| 1990 | 119.000     | 140.000     | 85,0        | 18         | 2          | 16         | 6.611                     |         | 20        | 30        | 11         |
| 1999 | 215.000     | 253.000     | 85,0        | 25         | 6          | 19         | 8.600                     | 1       | 29        | 29        | 10         |
| 2000 | 190.000     | 247.131     | 76,9        | 28         | 7          | 21         | 6.785                     | 2       | 31        | 49        | 11         |
| 2001 | 189.200     | 246.732     | 76,7        | 27         | 7          | 20         | 7.007                     | 2       | 26        | 51        | 11         |
| 2002 | 269.790     | 337.237     | 80,0        | 26         | 8          | 18         | 10.376                    | 2       | 25        | 46        | 18         |
| 2003 | 250.497     | 346.871     | 72,2        | 26         | 10         | 16         | 9.634                     | 2       | 23        | 49        | 14         |
| 2004 | 200.000     | 324.397     | 61,7        | 30         | 9          | 21         | 6.666                     | 2       | 26        | 48        | 14         |
| 2010 | 215.000     | 350.000     | 61,4        | 47         | 20         | 27         | 4.574                     | 2       | 34        | 50        | 10         |
| 2014 | 222.800     | 362.000     | 61,5        | 42         | 19         | 23         | 5.304                     | 2       | 29        | 54        | 9          |
| 2017 | 228.500     | 371.000     | 61,6        | 49         | 22         | 27         | 4.663                     | 2       | 32        | 51        | 10         |
| 2020 | 333.168     | 605.761     | 55,0        | 59         | 27         | 32         | 5.646                     | 3       | 41        | 61        | 22         |
| 2022 | 350.000     | 636.000     | 55,0        | 48         | 22         | 26         | 7.291                     | 6       | 37        | 62        | 19         |